# 平成23年台風第15号
平成23年台風第15号（へいせい23ねんたいふうだい15ごう、アジア名：Roke） は、2011年9月13日に発生し、複雑な動きをした後、静岡県に上陸した台風である。

## 進路・状態の経緯
- 9月13日午後9時 - 日本の南で台風15号となる[1]。
- 9月15日午後6時 - 南大東島に接近。以後沖縄本島近海で停滞、迷走[2]。
- 9月19日午後5時 - 大型の台風となる、午後9時 - 強い台風となる。
- 9月20日午後9時 - 非常に強い台風となる。
- 9月21日午前 - 紀伊半島が暴風域に
- 9月21日午後2時 - 静岡県浜松市付近に上陸[3]。
- 9月21日午後10時 - 福島県大熊町から太平洋に抜ける。
- 9月22日午後3時 - 千島近海で温帯低気圧に変わる。
- 9月28日 - 温帯低気圧が気象庁の解析区域である東経180°を超えた後、カナダに到達。

## 概要

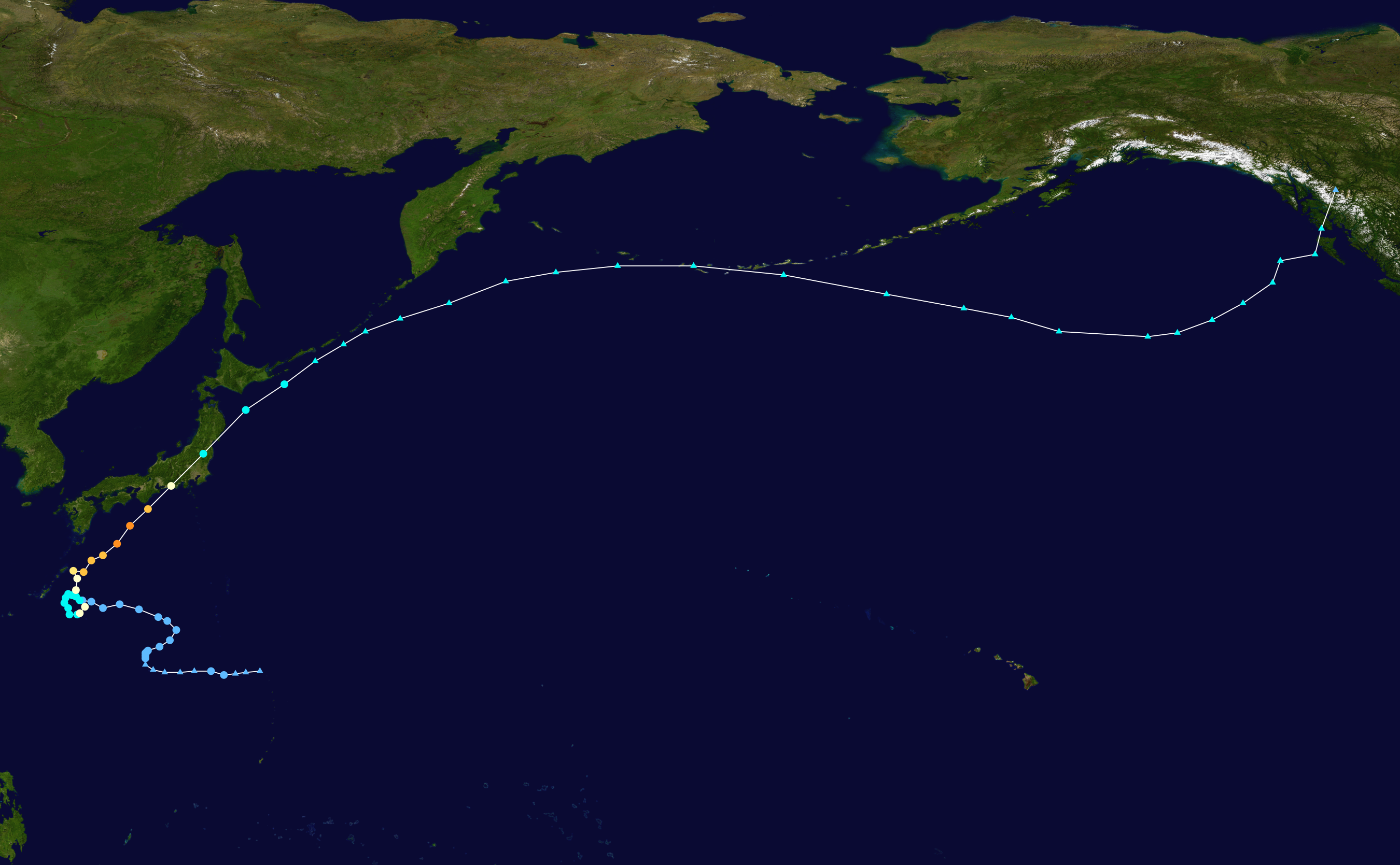
進路図

2011年に日本に上陸した3個目の台風である。静岡県浜松市では最低海面気圧949.2hPaを観測する など上陸時の中心気圧は950hPaを下回っており、関東地方・中日本に上陸した台風としては戦後最大級の勢力である。
マリアナ諸島の北で発生した熱帯低気圧が徐々に発達し、13日午後9時に日本の南海上で台風となった。その後ゆっくりと発達しながら西に移動し、沖縄本島近海で停滞。3日間かけて、反時計回りの円を描いて海上を一周。その後一時北へ移動した後、北東に進路を変えて速度を速めるとともに、急速に勢力を強めた。21日午後2時過ぎに静岡県浜松市付近に上陸。徐々に勢力を弱めつつ、さらに速度を上げ、東海・関東・東北地方を縦断。同日22時頃に太平洋に抜けた。強い勢力を保ったままさらに北上し、北海道東部を暴風域に巻き込んだ。台風から変わった温帯低気圧は、西高東低型気圧配置の構成要因ともなり、日本海側を中心に雨が残った。22日の夜には温帯低気圧から伸びる前線が関東にかかり、降水となった。また、その冬型の気圧配置により、通常の吹き返しより北西の風が長引いて寒気を引き込んだことにより全国的に低温となり、大雪山で初冠雪を観測した。また、温帯低気圧として、消滅しないままカナダに到達し、風速40m以上の強風・大雨・洪水・倒木・停電・大雪 等の被害が発生したほか、交通網に影響を与えた。
| 台風による倒木 |  | 台風通過後の滝沿い（兵庫県洲本市） |
| 台風による倒木 |  | 台風通過後の滝沿い（兵庫県洲本市） |

また、帰宅ラッシュ時と重なる時間帯に台風が上陸したため、関東地方では公共交通機関が軒並み運休となり、同じ年に発生した東日本大震災以来の多くの帰宅難民が発生した。10月14日の閣議において、激甚災害指定が決定した。

## 記録
本州付近に前線が停滞し、台風が南海上で複雑な動きをした影響で、長時間にわたって雨が降り続いた。その結果、台風12号と同様に各地で記録的な降水量となった。
- 徳島市で9月15日から9月22日にかけての総雨量が722.5mm（9月降水量平年値：210.0mm）に達し、24時間降水量、72時間降水量、月降水量の地点記録をそれぞれ更新した[8]。

## 気象状況

### 大雨
| 雨の中傘をさす人々 |  | 台風により雨が降る東京都内 |
| 雨の中傘をさす人々 |  | 台風により雨が降る東京都内 |

19日朝から北陸地方や東海地方で雨が降り始め、その後は本州に停滞していた前線の活動も活発となり、台風が通過した21日にかけて東海地方や関東甲信地方を中心に断続的に激しい雨が降り19日09時から21日24時までの総降水量は、各地で300ミリを超え、特に、静岡県静岡市葵区梅ヶ島で554.0ミリ、岐阜県多治見市多治見で496.0ミリを観測した。
1時間雨量
静岡県浜松市天竜区（熊）：90.5ミリ（9月21日15時05分まで）
静岡県富士宮市（白糸）：69.5ミリ（9月21日15時21分まで）
白糸での統計開始以来の極値を更新した。
日降水量
岐阜県多治見市（多治見宮川）：383.5ミリ（9月20日）
静岡県川根本町（川根本町）：374.0ミリ（9月21日）

### 暴風
| 風で倒れた植木鉢 |  | 風で倒れた看板 |
| 風で倒れた植木鉢 |  | 風で倒れた看板 |

風は、東海地方や関東甲信地方の沿岸部や伊豆諸島を中心に風速20m/s以上の非常に強い風が吹き、東京都神津島村神津島で31.1m/sを観測した
最大瞬間風速
静岡県御前崎市（御前崎(特)）：45.1m/s（9/21日14時34分）
東京都大島町（大島(特)）：42.1m/s（9/21日16時00分）
最大風速
東京都江戸川区（江戸川臨海）：30.5m/s（9/21日18時25分）
江戸川臨海での統計開始以来の極値を更新した。

## 被害
| 都道府県 | 死者・行方不明者数 | 死者・行方不明者数 | 負傷者数 | 負傷者数 |
|          | 死者               | 行方不明           | 重傷     | 軽傷     |
| -------- | ------------------ | ------------------ | -------- | -------- |
| 北海道   |                    |                    |          | 1        |
| 青森県   |                    |                    |          | 1        |
| 岩手県   | 1                  |                    |          | 2        |
| 宮城県   | 2                  |                    |          | 1        |
| 福島県   |                    |                    |          | 3        |
| 茨城県   |                    |                    |          | 14       |
| 栃木県   |                    |                    | 1        |          |
| 群馬県   |                    |                    | 1        | 1        |
| 神奈川県 | 3                  |                    | 7        | 104      |
| 石川県   |                    |                    | 2        | 1        |
| 岐阜県   | 1                  | 2                  |          | 4        |
| 静岡県   | 3                  |                    | 11       | 143      |
| 愛知県   | 3                  |                    | 3        | 8        |
| 京都府   |                    |                    |          | 1        |
| 兵庫県   | 1                  |                    | 2        | 16       |
| 和歌山県 |                    |                    |          | 1        |
| 岡山県   |                    |                    |          | 4        |
| 広島県   |                    |                    | 1        |          |
| 徳島県   |                    |                    |          | 2        |
| 香川県   |                    |                    |          | 1        |
| 愛媛県   | 1                  |                    |          |          |
| 佐賀県   | 1                  |                    |          |          |
| 宮崎県   |                    |                    | 1        |          |
| 合計     | 16                 | 2                  | 29       | 308      |

10月5日現在、河川や水路に流される、土砂災害に巻き込まれるなどして、16人が死亡し2人が行方不明となっている。また東日本大震災の被災地の岩手、宮城、福島の3県でも死者・負傷者を出した。また、台風の上陸地点となった静岡県や危険半円に位置した神奈川県を始めとする県で多数の負傷者を出した。この年の3月11日に発生した東日本大震災で壊滅的被害が出た東北地方太平洋側でも、震災以後で最大の降水量、冠水を記録。福島第一原発では汚染水の水位が44cm上昇した。山形県では落雷や倒木で一部地域で停電となった。震災被災地では居住地での浸水被害はあったものの、低地に建築規制がかけられていた地区も多かったことから被害は軽減された。

### 土砂災害
9月21日、静岡県静岡市において住宅が巻き込まれて1人が死亡したほか、岐阜県御嵩町においても走行中の車両が巻き込まれて1人が死亡した。22日には、岩手県二戸市において1人が死亡、震災被災地の宮城県仙台市宮城野区や新潟県佐渡市などにおいても発生した。

### 強風
21日、神奈川県相模川に架かる3つの橋では、トラックなど8台が相次いで横転した。千葉県富津市では円柱形の鋼材4基が倒壊し、2基が変形した。神奈川県川崎市川崎港では、停泊中の貨物船2隻が浅瀬に乗り上げた。また、神奈川県横浜市では強風にあおられて転倒し1人が死亡している。

### その他
9月16日、高知県南国市で増水した用水路に流されて1人が行方不明となった。

## 影響

### 交通

#### 鉄道
東海地方から東北地方の多くの路線で運転を見合わせるなどの乱れが発生した。
JR東日本は、「台風が直撃する進路をとっており、駅間停車などの輸送障害を事前に避けるため」という理由で風速計や雨量計が規制値を超えていなかった山形新幹線・東北新幹線・秋田新幹線でも、一部列車・区間の運休を決めた。このような「計画運休」は、2009年（平成21年）10月の台風18号以来となる。
東海道新幹線が昼過ぎから運転を見合わせ、多数の区間で停電や倒木が発生し多数の列車が運休したり、8時間遅れで運行した列車もあった。
静岡県と山梨県を結ぶ身延線の西富士宮駅 - 甲府駅は、内船駅 - 甲斐大島駅間の盛土が崩壊したほか各地で土砂流入や倒木などが発生し、不通となった。身延駅 - 甲府駅間は9月26日から、西富士宮駅 - 内船駅間は11月14日からそれぞれ運転を再開。被害が甚大な身延駅 - 内船駅間は2012年3月16日まではバス連絡輸送を行ない、翌17日に全線復旧した。

#### 航空
21日には国内線・国際線合わせて成田空港発着便を中心に500便以上が欠航となった。

#### 道路
高松自動車道では板野ICの東方でのり面の崩落が見つかり、同ICと鳴門ICの間が通行止めとなっている。

### 農業
青森県では17日からの大雨で五所川原市などでリンゴ園が浸水した。

### スポーツ
サッカー
日本フットボールリーグは台風の接近に伴って9月18日に行われる1試合の中止を決定した。
競馬
笠松競馬・船橋競馬は9月21日に予定していたレースを中止した。
プロ野球
9月21日の東京ドーム、神宮球場、Kスタ宮城、西武ドームで開催予定の試合が台風の影響で中止された。なお、同日の京セラドーム大阪の試合は通常通り開催。
競輪
川崎、大垣、松阪の各競輪場で予定されていた開催が中止・順延になった他、場外発売にも影響が出た。

### 停電
静岡県(富士川以西)では26万8千戸以上が停電した。特に台風の進路にあった静岡県西部地域(浜松市を中心に)は停電戸数が多く、復旧に時間が掛かった。静岡県島田市では、倒木の影響で電線が切断されて大規模な停電が発生。その他にも東海地方・関東地方を中心に停電が相次いだ。

### 学校
台風12号で被災した三重県立紀南高等学校では、学校再開が遅れ、9月20日にようやく再開を果たしたが、その日の午後には台風15号に伴い大雨警報が発表され、翌9月21日には暴風警報と紀勢本線の代行バスが運休になったことから、再開から1日で再び休校となった。同校は創立50周年を迎え、記念式典が10月に予定されていたが、翌2012年に延期、文化祭（紀南高祭）は中止が決まった。

### その他
- 9月15日、種子島宇宙センターから打ち上げる予定だったH2Aロケット19号機の打ち上げを延期[29]。
- 9月16日、南西石油は台風の接近に伴って海洋事業の操業を中止した[30]。

せき止め湖
台風12号によって天然ダムが発生した奈良県と和歌山県では、大雨によりダムの水位が上昇し、決壊の危険性が高まっている。
9月20日午後には、和歌山県田辺市熊野（読み方はいや）では、土砂が水位より高くなっているが、決壊したという情報はない。
新燃岳
大雨によって新燃岳の噴火による土石流の危険性が高まったことで、宮崎県都城市では20日、一部住民に避難勧告を出した。

## 対応
台風に伴う大雨のため9月20日には岐阜県多治見市・兵庫県淡路島・宮崎県都城市・延岡市などに避難勧告が発令された。特に、愛知県名古屋市では台風が秋雨前線を刺激したことより激しい雷雨となり、庄内川の一部で越水の被害が発生したため対策工事を行った他、天白川などでも氾濫の可能性が高まったことからにより、一時市内12区 の70万世帯109万人に避難指示・避難勧告が発令された。

### テレビ放送
- NHK総合テレビは9月21日、番組編成をほぼ全面変更（ただし、元々あるニュース番組[37]や連続テレビ小説『おひさま』、それに午後6時台のローカルニュース番組は通常通り放送[38]）し終日台風関連ニュースを放送した。前日の9月20日の放送では、神戸から放送された『歌謡チャリティーコンサート』の時間をNHK名古屋放送局・NHK岐阜放送局・NHK津放送局のみ休止し、『ニュース845東海』の時間と併せて台風関連の情報に振り替えた（NHK名古屋放送局製作）。なお、『歌謡チャリティーコンサート』は9月24日の19:30に、『ワンダー×ワンダー』は9月25日の24:05（9月26日深夜0:05）に放送された[39]。
- フジテレビはFNNスーパーニュースの放送時間を拡大。他のテレビ局も夕方のニュース番組の放送時間を拡大する措置をとった。